# Striptease

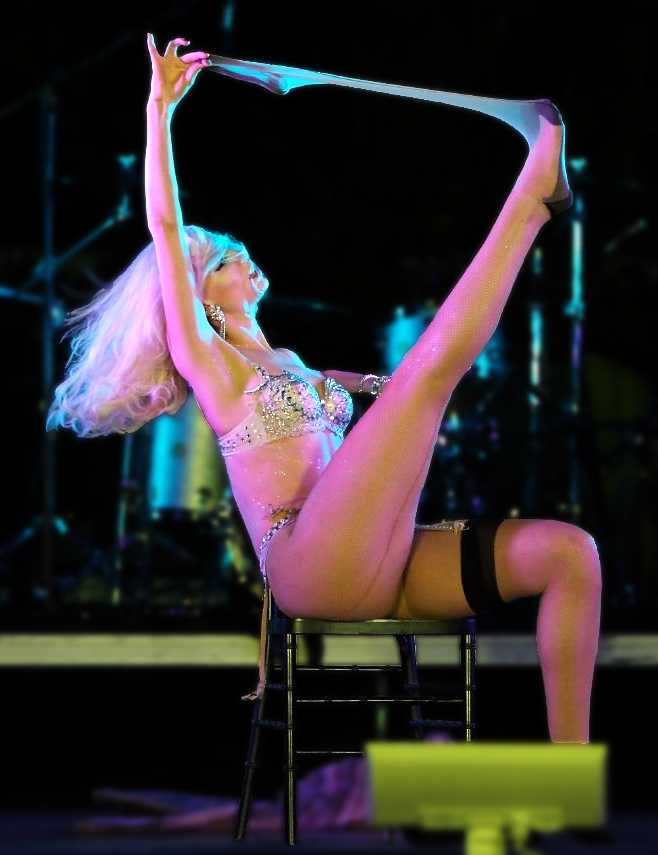
Dansatoare de striptease dezbrăcându-se

Striptease (în engleză strip-tease) este un număr de cabaret sau de varieteu, în cursul căruia unul sau mai mulți dansatori se dezbracă lent și progresiv, în fața spectatorilor, pe un fond muzical ori de dans.
Prima trupă de bărbați care a abordat acest stil de dans de cabaret s-a numit Chippendale. Primele reprezentații au fost date în anul 1978, într-un club de noapte din Los Angeles.